# قیام دوس د مایو
در ۲ و ۳ می ۱۸۰۸ قیام د مایو یا قیام دوم مه ۱۸۰۸ در حومه مادرید رخ داد. این قیام شورش مردم مادرید علیه اشغال شهر توسط سربازان فرانسوی بود که توسط نیروهای امپراتوری فرانسه سرکوب شد و اهمیت فوق‌العاده‌ای داشت. علاوه بر این، نیروهای گارد امپراتوری ناپلئون با استفاده از کلاه‌ها و شمشیرهای هلالی با ساکنان مادرید در پوئرتا دل سول جنگیدند، به این ترتیب خاطرات اندلس (اسلامی) را زنده کردند. 

## زمینه
این شهر از ۲۳ مارس همان سال تحت اشغال ارتش ناپلئون بود. شاه کارلوس چهارم توسط مردم اسپانیا در جریان شورش‌های آرانخوئز مجبور شده بود به نفع پسرش فرناندو هفتم از سلطنت کناره‌گیری کند، و در زمان قیام هر دو به اصرار ناپلئون در شهر بایون فرانسه بودند. تلاش ژنرال فرانسوی یواخیم مورا برای انتقال دختر و فرزندانش به همراه کوچک‌ترین پسرش کارل چهارم به بایون باعث شورش گردید. 

## نگارخانه

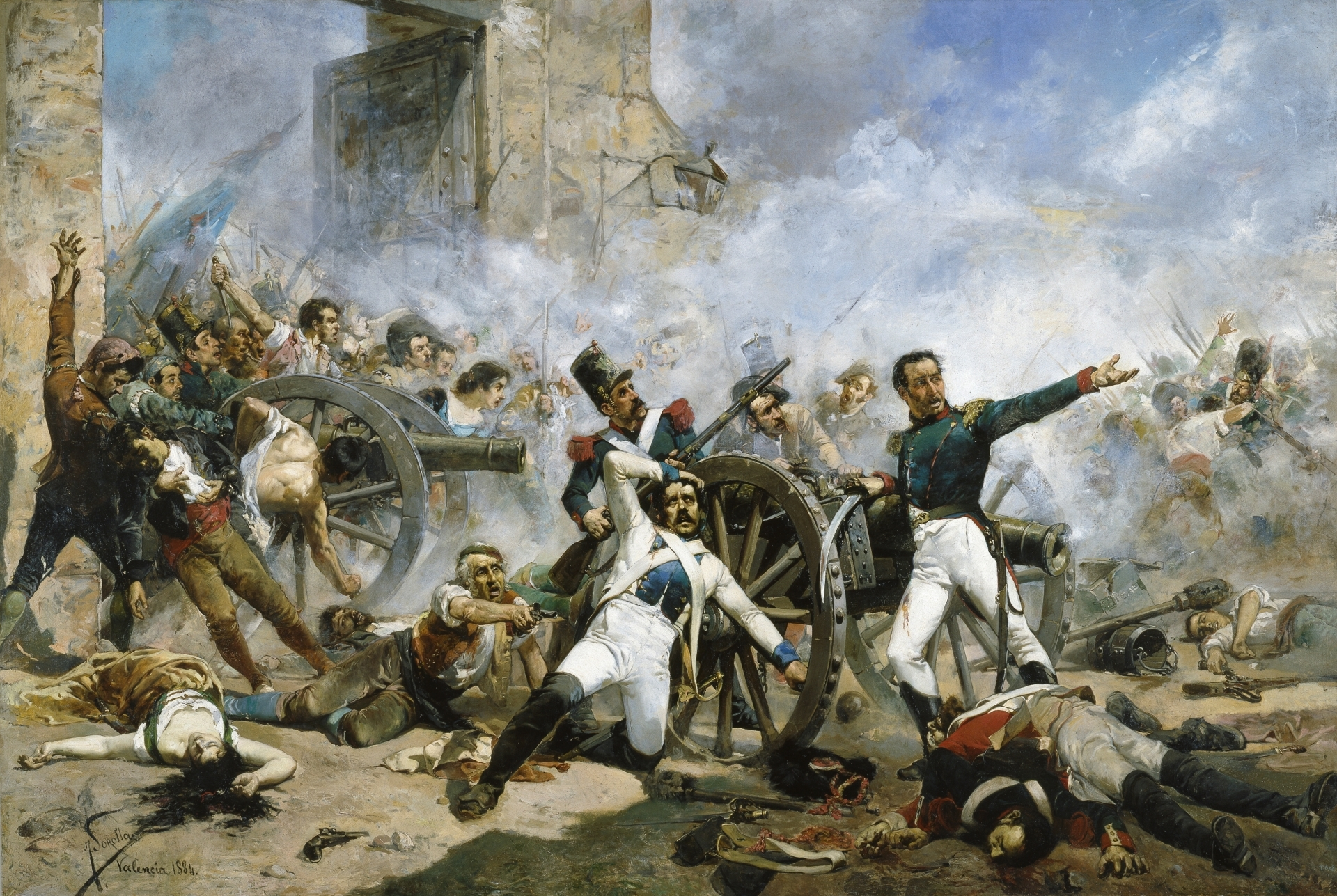
دوم مه ۱۸۰۸: پدرو ولارده آخرین موضع خود را اتخاذ کرد.
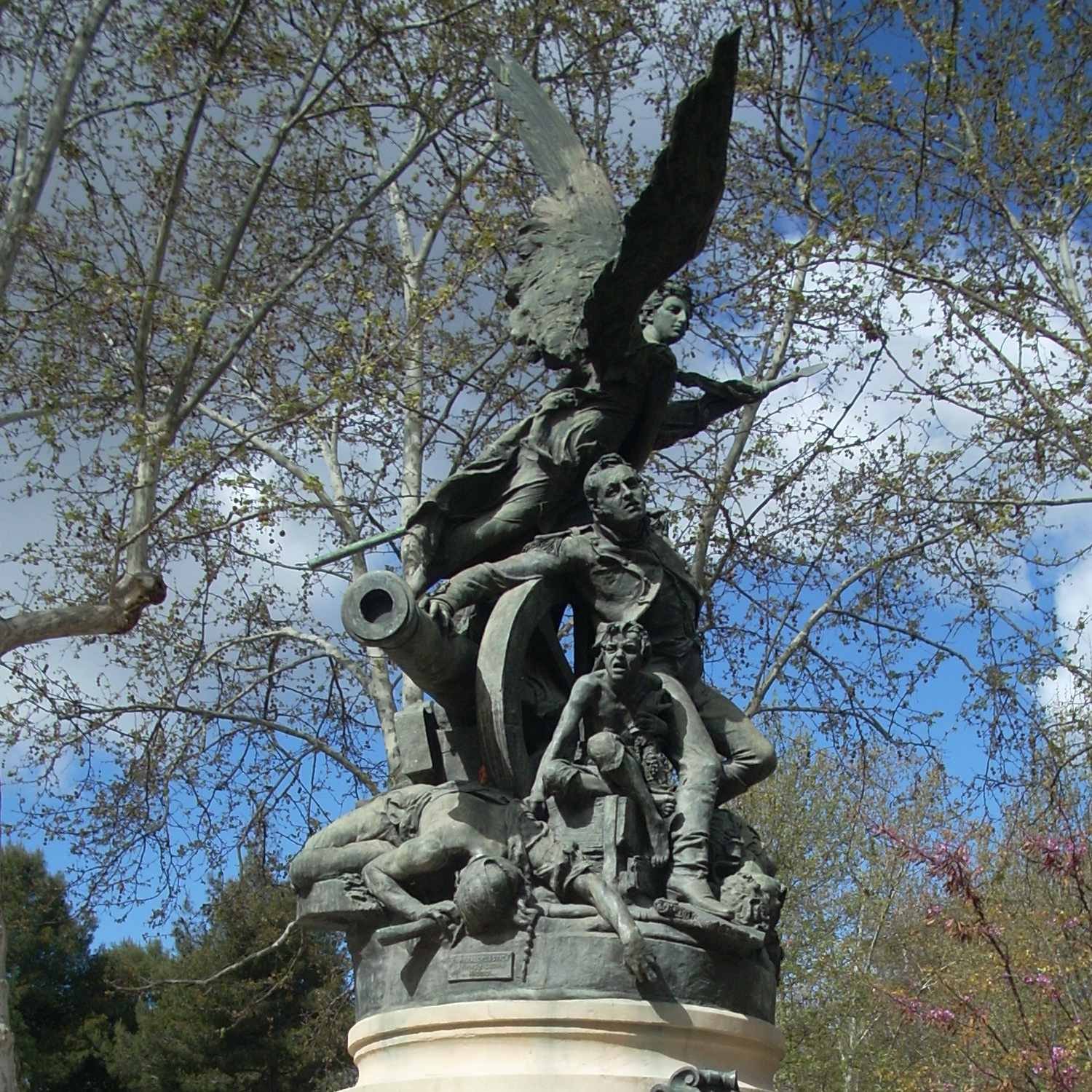
یادبود قهرمانان دوم ماه مه، مادرید

## یادکرد
1. 1 2  Glover 2003, p. 51.
2. ↑  Chandler 1966, p. 610.
3. 1 2  Esdaile 2003, pp. 37–40.
4. ↑  Fremont-Barnes 2002.
5. 1 2  Oman 1992.

### انگلیسی
- Glover, Michael (2003). The Peninsular War 1807-1814. Penguin Books. ISBN 0-14-139041-7.
- Chandler, David (1966). The Campaigns of Napoleon. Weidenfeld and Nicolson. ISBN 978-0-02-523660-8. Retrieved 29 April 2021.
- Esdaile, Charles J. (2003). The Peninsular War. Palgrave MacMillan. ISBN 978-1-4039-6231-7. Retrieved 29 April 2021.
- Fremont-Barnes, Gregory (2002). The Peninsular War, 1807-1814. Oxford: Osprey. ISBN 978-1-84176-370-5. Retrieved 30 April 2021.
- Oman, Charles (1992). A History of the Peninsular War. Vol. 1. Clarendon Press. Retrieved 29 April 2021.